# تاتا، تانک
تاتا (به انگلیسی: Tatta) یک منطقهٔ مسکونی در پاکستان است که در خیبر پختونخوا واقع شده‌است.